# 易居仁
易居仁（1433年—？），字民表，江西吉安府泰和縣人，明朝政治人物。同進士出身。

## 生平
景泰七年（1456年）丙子科江西鄉試第一名舉人。天順元年（1457年）丁丑科會試第八十七名，殿試登進士第三甲第一百五十八名。选庶吉士。
曾祖父易仲信。祖父易自立。父亲易雨霖。